# 2001 na televisão
Nesta página encontram-se os fatos, estreias e términos sobre televisão que aconteceram durante o ano de 2001.

## Eventos

### Maio
- 30 de maio–10 de junho — Emissoras de televisão de diversos países, incluindo a Rede Globo, transmitem a Copa das Confederações FIFA de 2001.

### Julho
- 11 de julho–29 de julho — Emissoras de televisão de diversos países, incluindo a Rede Globo, Rede Bandeirantes e SporTV transmitem a Copa América de 2001.

### Setembro
- 11 de setembro — Redes de televisão do mundo inteiro (exceto o SBT) transmitem em seus respectivos boletins extraordinários os ataques terroristas promovidos pela Al-Qaeda aos Estados Unidos da América contra o antigo World Trade Center e ao Pentágono.[1][2]

## Programas

### Estados Unidos

#### Fevereiro
- 3 de fevereiro — Estreia Power Rangers: Time Force (no Brasil: Power Rangers: Força do Tempo) no bloco Fox Kids na Fox.

#### Março
- 28 de março — Estreia My Wife and Kids (no Brasil: Eu, a Patroa e as Crianças) no ABC.

#### Novembro
- 17 de novembro — Termina Power Rangers: Time Force (no Brasil: Power Rangers: Força do Tempo) no bloco Fox Kids na Fox.

### Portugal

#### Fevereiro
- 20 de fevereiro — Estreia Olhos de Água na TVI.

#### Março
- 19 de março — Estreia Ganância na SIC.

#### Setembro
- 3 de setembro
  - Estreia Anjo Selvagem na TVI.
  - Estreia Filha do Mar na TVI.
  - Estreia A Senhora das Águas na RTP 1.
- 30 de setembro — Estreia Nunca Digas Adeus na TVI.

#### Outubro
- 6 de outubro — Termina Olhos de Água na TVI.

#### Novembro
- 30 de novembro — Termina Ganância na SIC.

## Nascimentos
| Data            | Nome                        | Profissão      | Nacionalidade  | Observações | Ref |
| --------------- | --------------------------- | -------------- | -------------- | ----------- | --- |
| 1 de janeiro    | Angourie Rice               | atriz          | Austrália      |             |     |
| 18 de Janeiro   | Filipe Bragança             | ator           | Brasil         |             |     |
| 6 de fevereiro  | Gabriel Guevara             | ator           | Espanha        |             |     |
| 19 de fevereiro | David Mazouz                | ator           | Estados Unidos |             |     |
| 6 de março      | Milo Manheim                | ator           | Estados Unidos |             |     |
| 31 de março     | Noah Urrea                  | ator           | Estados Unidos |             |     |
| 14 de abril     | Nikita Uggla                | atriz          | Suécia         |             |     |
| 25 de abril     | Yoon Chan-young             | ator           | Coreia do Sul  |             |     |
| 3 de maio       | Rachel Zegler               | atriz          | Estados Unidos |             |     |
| 19 de maio      | Supha Sangaworawong         | ator e nadador | Tailândia      |             |     |
| 23 de maio      | Matt Lintz                  | ator           | Estados Unidos |             |     |
| 9 de junho      | Xolo Maridueña              | ator           | Estados Unidos |             |     |
| 10 de julho     | Isabela Merced              | atriz          | Estados Unidos |             |     |
| 16 de julho     | Tom Taylor                  | Ator           | Inglaterra     |             |     |
| 21 de julho     | Azul Guaita                 | atriz          | México         |             |     |
| 5 de agosto     | Josie Totah                 | atriz          | Estados Unidos |             |     |
| 6 de agosto     | Ty Simpkins                 | ator           | Estados Unidos |             |     |
| 29 de agosto    | Panuwat Sopradit            | ator e modelo  | Tailândia      |             |     |
| 3 de setembro   | Kaia Gerber                 | atriz          | Estados Unidos |             |     |
| 6 de setembro   | Freya Allan                 | atriz          | Inglaterra     |             |     |
| 19 de Setembro  | D'Pharaoh Woon-A-Tai        | ator           | Canadá         |             |     |
| 1 de outubro    | Luna Blaise                 | atriz          | Estados Unidos |             |     |
| 8 de outubro    | Percy Hynes White           | ator           | Canadá         |             |     |
| 13 de outubro   | Caleb McLaughlin            | ator           | Estados Unidos |             |     |
| 14 de outubro   | Rowan Blanchard             | atriz          | Estados Unidos |             |     |
| 7 de novembro   | Amybeth McNulty             | atriz          | Canadá         |             |     |
| 15 de novembro  | Sadie Stanley               | atriz          | Estados Unidos |             |     |
| 16 de novembro  | Kittiphop Sereevichayasawat | ator e cantor  | Tailândia      |             |     |
| 27 de novembro  | Morgan Davies               | ator           | Austrália      |             |     |
| 16 de dezembro  | Sebastian Croft             | ator           | Inglaterra     |             |     |
| 28 de dezembro  | Maitreyi Ramakrishnan       | atriz          | Canadá         |             |     |

## Mortes
| Data            | Nome                 | Profissão                 | Nacionalidade  | Observações | Ref    |
| --------------- | -------------------- | ------------------------- | -------------- | ----------- | ------ |
| 5 de janeiro    | Nancy Parsons        | atriz                     | Estados Unidos | n. 1942     | [ 3 ]  |
| 19 de fevereiro | Stanley Kramer       | cineasta                  | Estados Unidos | n. 1913     | [ 4 ]  |
| 22 de março     | William Hanna        | desenhista                | Estados Unidos | n. 1910     | [ 5 ]  |
| 7 de abril      | David Graf           | ator                      | Estados Unidos | n. 1950     | [ 6 ]  |
| 12 de maio      | Perry Como           | cantor                    | Estados Unidos | n. 1912     | [ 7 ]  |
| 27 de junho     | Jack Lemmon          | ator                      | Estados Unidos | n. 1925     | [ 8 ]  |
| 24 de agosto    | Jane Greer           | atriz                     | Estados Unidos | n. 1924     | [ 9 ]  |
| 15 de Setembro  | Frederick de Cordova | cineasta e produtor de TV | Estados Unidos | n. 1910     | [ 10 ] |
| 24 de novembro  | Melanie Thornton     | cantora                   | Estados Unidos | n. 1967     | [ 11 ] |
| 13 de dezembro  | Chuck Schuldiner     | músico                    | Estados Unidos | n. 1967     | [ 12 ] |

## Por país
- 2001 na televisão brasileira